# كوني آيرتس
كوني آيرتس هي عالمة فلك بلجيكية، ولدت في 26 يناير 1966 في Brasschaat ‏ في بلجيكا.